# 마에야마 교헤이
마에야마 교헤이(일본어: 前山 恭平, 1987년 12월 10일 ~ )는 일본의 전 축구 선수이다.

## 구단 경력
그는 2014년부터 2020년까지 J리그의 블라우블리츠 아키타에서 활동하였다.